# هان جه ریم
هان جه ریم (کره‌ای: 한재림؛ زادهٔ ۱۴ ژوئیه ۱۹۷۵) کارگردان اهل کره جنوبی است. او کارگردانی فیلم‌های نمایش باید ادامه پیدا کند (۲۰۰۷), چهره‌خوان (۲۰۱۳) و اعلام وضعیت اضطراری (۲۰۲۱) و مجموعه تلویزیونی نمایش ۸ را برعهده داشته است.